# 鄧雅瑜
鄧雅瑜（英語：Ayu Tang Nga Yu，1987年1月1日—），香港女性模特兒，曾為2013 - 2015年《香港珠寶小姐》亞軍及《Miss Asia Pacific World Super Talent》（香港區冠軍）代表。

## 背景
鄧雅瑜韓國獲最佳模特兒　獲當地公司青睞。她曾奪得2013 - 2015年《香港珠寶小姐競選》亞軍和《Miss Asia Pacific World Super Talent》香港區冠軍（兼代表），亦曾參與2015年《韓國首屆超級品牌模特大賽》（Luxury Brand Model Award），並獲得最佳模特兒獎。
其後，鄧雅瑜擔任過美亞娛樂旗下節目主持，現時主要拍攝電視與平面廣告，任職發怖會或活動的示範模特兒。

## 演出作品

### 廣告
| 年份   | 內容                                                 |
| 平面   |                                                      |
|        | 星夢郵輪                                             |
|        | 中國旅行社（香港）                                   |
|        | Acuvue 隱形眼鏡                                      |
|        | 日清食品                                             |
|        | Samsung                                              |
|        | 樂可舒                                               |
|        | 萬寧                                                 |
|        | 證監會                                               |
| 電視   |                                                      |
| 2010年 | 中國旅行社（香港）「情誼摯深 感受至珍」              |
|        | 樂善堂                                               |
|        | 麥當勞（香港）                                       |
| 2016年 | 皇家加勒比國際郵輪「『海洋航行者號』全面玩特輯」     |
| 2017年 | 香港政府「自僱計劃 - 真假自僱要辨清 保障權益最精明」 |
|        | 香港有線電視                                         |

## 曾獲獎項
| 年份   | 獎項                          | 結果 |
| 2013年 | 第二届香港珠寶小姐競選 - 亞軍 | 獲獎 |
| 2014年 | 第三届香港珠寶小姐競選 - 亞軍 | 獲獎 |

## 資料來源
1. ↑  {{|url=https://hk.on.cc/hk/bkn/cnt/entertainment/20150708/bkn-20150708024949324-0708_00862_001.html%7Cdate=2015-07-08%7Cwork= （页面存档备份，存于）東網}}
2. ↑  . 娛網（Stars-HK）. 2015-08-24  [2019-04-14]. （原始内容存档于2019-06-14）.
3. ↑  . 東網. 2016-04-09  [2019-04-14]. （原始内容存档于2019-04-14）.
4. ↑  . 東網. 2017-08-28  [2019-04-14]. （原始内容存档于2019-04-14）.
5. ↑  . 富甲天下. 2018-08-22  [2019-04-14]. （原始内容存档于2019-04-14）.

## 外部連結
- 鄧雅瑜的Facebook專頁
- 鄧雅瑜的Instagram帳戶
- Ayu Tang 鄧雅瑜 - zmodel.com （页面存档备份，存于）